# Thrills and Chills
Thrills and Chills  es un corto de animación estadounidense de 1938, de la serie de Betty Boop. Fue producido por los estudios Fleischer y distribuido por Paramount Pictures. En él aparecen Betty Boop y  Pudgy, su mascota.

## Argumento
Betty Boop viaja con Pudgy a las montañas en pleno invierno. Suben en tren hasta una estación invernal, donde un esquiador trata de llamar constantemente su atención. Betty empieza a patinar sobre hielo y Pudgy, mientras tanto, se mete en apuros.

## Producción
Thrills and Chills  es la octogésima tercera entrega de la serie de Betty Boop y fue estrenada el 23 de diciembre de 1938.